# Třída Circé (1925)
Třída Circé byla třída ponorek francouzského námořnictva. Celkem byly postaveny čtyři jednotky této třídy. Francouzské námořnictvo je provozovalo v letech 1929–1942. Všechny byly potopeny za druhé světové války.

## Pozadí vzniku
Celkem byly postaveny čtyři jednotky této třídy. Objednány byly v rámci programu pro rok 1922. Svými vlastnostmi a výkony byly blízké třídě Sirène. Do služby byly přijaty v letech 1929–1930. Postavila je francouzská loděnice Schneider v Chalon-sur-Saône.
Jednotky třídy Circé:
| Jméno          | Založení kýlu | Spuštěn            | Vstup do služby | Osud |
| -------------- | ------------- | ------------------ | --------------- | --- |
| Circé (Q125)   | 1923          | 29. října 1925     | červen 1929     | V letech 1940–1942 podřízena vládě ve Vichy. Dne 8. prosince 1942 v Bizertě zajata Němci. Předána Itálii jako FR117, 6. května 1943 potopena vlastní posádkou. |
| Calypso (Q126) | 1923          | 15. ledna 1926     | červen 1929     | V letech 1940–1942 podřízena vládě ve Vichy. Dne 8. prosince 1942 v Bizertě zajata Němci. Dne 30. ledna 1943 potopena spojeneckým letectvem.                   |
| Thétis (Q134)  | 1923          | 30. června 1927    | červen 1929     | V letech 1940–1942 podřízena vládě ve Vichy. Dne 27. listopadu 1942 v Toulonu potopena vlastní posádkou.                                                       |
| Doris (Q135)   | 1923          | 25. listopadu 1927 | 1930            | Dne 9. května 1940 v Severní moři potopena německou ponorkou U 9.                                                                                              |

## Konstrukce
Ponorky nesly sedm 550mm torpédometů se zásobou třinácti torpéd. Pouze dva příďové torpédomety se nacházely uvnitř tlakového trupu, ostatní byly externí. Dva byly na přídi, dva otočně za věží a jeden na zádi. Dále nesly jeden 75mm kanón a dva 8,8mm kulomety. Pohonný systém tvořily dva diesely Schneider o výkonu 1250 bhp a dva elektromotory o výkonu 1000 bhp, pohánějící dva lodní šrouby. Nejvyšší rychlost dosahovala 14 uzlů na hladině a 7,5 uzlu pod hladinou. Dosah byl 3500 námořních mil při rychlosti 9 uzlů na hladině a 75 námořních mil při rychlosti pět uzlů pod hladinou. Operační hloubka ponoru dosahovala 80 metrů.